# Municipio de Chelsea (Kansas)
El municipio de Chelsea (en inglés: Chelsea Township) es un municipio ubicado en el condado de Butler en el estado estadounidense de Kansas. En el año 2010 tenía una población de 267 habitantes y una densidad poblacional de 0,96 personas por km².

## Geografía
El municipio de Chelsea se encuentra ubicado en las coordenadas 37°56′6″N 96°39′39″O / 37.93500, -96.66083. Según la Oficina del Censo de los Estados Unidos, el municipio tiene una superficie total de 277.33 km², de la cual 261,76 km² corresponden a tierra firme y (5,61 %) 15,57 km² es agua.

## Demografía
Según el censo de 2010, había 267 personas residiendo en el municipio de Chelsea. La densidad de población era de 0,96 hab./km². De los 267 habitantes, el municipio de Chelsea estaba compuesto por el 96,25 % blancos, el 0,75 % eran amerindios, el 0,75 % eran asiáticos, el 0,75 % eran de otras razas y el 1,5 % eran de una mezcla de razas. Del total de la población el 1,5 % eran hispanos o latinos de cualquier raza.